# Chingola
Chingola é uma cidade e um distrito da Zâmbia, localizados na província Copperbelt. Ela tem uma polulação de 157.340 (durante o senso 2008) e e tem sua economia formada a partir da mineração e indústrias texteis.

## História
Chingola foi fundada no sudoeste de  Copperbelt, em 1943, onde a empresa Nchanga Mine começou a extração mineral, tendo na região uma das maiores minas do país, abrangendo uma área de 30 km2 na parte norte e oeste da cidade.